# Yorleys Mena
Yorleys Mena Palacios (ur. 20 lipca 1991 w Apartadó) – kolumbijski piłkarz występujący na pozycji prawego skrzydłowego, obecnie zawodnik Independiente Medellín. Jego brat Jefferson Mena również jest piłkarzem.

## Kariera klubowa
Mena jest wychowankiem akademii juniorskiej klubu Independiente Medellín, do którego pierwszej drużyny został włączony jako osiemnastolatek przez szkoleniowca Leonela Álvareza. W Categoría Primera A zadebiutował 1 listopada 2009 w wygranym 2:1 spotkaniu z Cúcuta Deportivo i już w swoim premierowym, jesiennym sezonie Finalización 2009 zdobył ze swoim zespołem tytuł mistrza Kolumbii. Sam pełnił jednak wyłącznie rolę rezerwowego dla zawodników takich jak Jackson Martínez czy Luis Carlos Arias. W tej roli wywalczył również z Independiente wicemistrzostwo kraju trzy lata później, podczas rozgrywek Finalización 2012. Bezpośrednio po tym, nie mogąc wywalczyć sobie miejsca w pierwszym składzie, udał się na wypożyczenie do drugoligowego Realu Cartagena. Tam z kolei od razu został kluczowym graczem i czołowym strzelcem zespołu; w sezonie 2013 wywalczył tytuł króla strzelców pucharu Kolumbii – Copa Colombia z czternastoma golami na koncie. Ogółem barwy Realu reprezentował przez rok.
Po upływie wypożyczenia Mena powrócił do Independiente, gdzie 4 lutego 2014 w zremisowanej 2:2 konfrontacji z Once Caldas strzelił swoją pierwszą bramkę w najwyższej klasie rozgrywkowej, tym razem zostając kluczowym zawodnikiem drużyny. W sezonie Finalización 2012 zdobył z nią drugie w karierze wicemistrzostwo kraju, tworząc skuteczny duet napastników z Germánem Cano. W styczniu 2015 został zawodnikiem meksykańskiego klubu Monarcas Morelia; w jego barwach 17 stycznia 2015 w przegranym 1:2 meczu z Atlasem zadebiutował w tamtejszej Liga MX, zaś pierwszego gola w lidze meksykańskiej strzelił 30 stycznia tego samego roku w przegranym 2:4 pojedynku z Tijuaną. W tym samym roku zajął z Morelią drugie miejsce w krajowym superpucharze – Supercopa MX, jednak jego transfer został powszechnie uznany za rozczarowanie – był niemal wyłącznie rezerwowym, notując kiepskie występy.
Wiosną 2016 Mena powrócił do ojczyzny, na zasadzie wypożyczenia zasilając Atlético Junior z siedzibą w Barranquilli. Po pół roku spędzonym tam w roli rezerwowego, został wypożyczony po raz kolejny, tym razem do swojego macierzystego Independiente Medellín.

## Statystyki kariery
| DIM            | 2009      | Kolumbia | Primera A | 2   | 0   | 0≤  | 0≤  | —  | — | —    | 2≤   | 0≤  |
| DIM            | 2010      | Kolumbia | Primera A | 5   | 0   | 0≤  | 0≤  | —  | — | —    | 5≤   | 0≤  |
| DIM            | 2011      | Kolumbia | Primera A | 0   | 0   | 5   | 1   | —  | — | —    | 5    | 1   |
| DIM            | 2012      | Kolumbia | Primera A | 11  | 0   | 9   | 1   | —  | — | —    | 20   | 1   |
| Real Cartagena | 2013      | Kolumbia | Primera B | 37  | 12  | 12  | 14  | —  | — | —    | 49   | 26  |
| DIM            | 2014      | Kolumbia | Primera A | 39  | 11  | 9   | 4   | —  | — | —    | 48   | 15  |
| Morelia        | 2014–2015 | Meksyk   | Liga MX   | 12  | 1   | —   | —   | CL | 2 | 0    | 14   | 1   |
| Morelia        | 2015–2016 | Meksyk   | Liga MX   | 5   | 0   | 6   | 0   | —  | — | —    | 11   | 0   |
| Junior         | 2016      | Kolumbia | Primera A | 6   | 0   | —   | —   | —  | — | —    | 6    | 0   |
| DIM            | 2016      | Kolumbia | Primera A | 0   | 0   | 0   | 0   | —  | — | —    | 0    | 0   |
| Ogółem         |           |          |           |     |     |     |     |    |   |      |      |     |
| Kolumbia       | Kolumbia  | Kolumbia | 100       | 23  | 35≤ | 20≤ | —   | —  | — | 135≤ | 43≤  |     |
| Meksyk         | Meksyk    | Meksyk   | 17        | 1   | 6   | 0   | CL  | 2  | 0 | 25   | 1    |     |
| Ogółem         | Ogółem    | Ogółem   | Ogółem    | 117 | 24  | 41≤ | 20≤ | CL | 2 | 0    | 160≤ | 44≤ |

- CL – Copa Libertadores